# Cshodzsi állomás
Cshodzsi (Choji) állomás a szöuli metró 4-es vonalának, a Szohe (Seohae) vonalnak, valamint a Szuin–Pundang (Suin–Bundang) vonalnak az állomása. Utóbbit 2020. szeptember 12-én helyezték üzembe a  Szuin (Suin) és Pundang (Bundang) vonalak összevonásával. Az állomás Anszan (Ansan) városában található. Ezt a nevet 2012 óta viseli, előtte Kongdan (공단, Gongdan) volt a neve.

## Viszonylatok
| 4-es vonal                                         | 4-es vonal                | 4-es vonal                                 |
| -------------------------------------------------- | ------------------------- | ------------------------------------------ |
| Kodzsan (Gojan) Tanggoge (Danggogae) felé          | személy- és expresszvonat | Anszan (Ansan) Anszan (Ansan) és Oido felé |
| Szohe (Seohae) vonal                               |                           |                                            |
| Szonbu (Seonbu) Szosza (Sosa) felé                 | személyvonat              | Vongok (Wongok) Vonsi (Wonsi) felé         |
| Szuin–Pundang (Suin–Bundang) vonal                 |                           |                                            |
| Kodzsan (Gojan) Cshongnjangni (Cheongnyangni) felé | személyvonat              | Anszan (Ansan) Incshon (Incheon) felé      |